# Alberto Tonelli
Alberto Tonelli (Lucca, 25 de dezembro de 1849 — Roma, janeiro de 1921) foi um matemático italiano.
Graduado em matemática, em Pisa no ano 1871, com aperfeiçoamento em Göttingen no mesmo ano. Foi nomeado professor de cálculo na Universidade de Palermo até 1879, passando então a ser professor da Universidade La Sapienza, onde permaneceu até o fim de sua carreira, sendo reitor de 1904 a 1919.